# Villa gallo-romaine de Nadrin
Les ruines de la villa gallo-romaine de Nadrin sont un site archéologique situé dans la section de Nadrin à Houffalize en province de Luxembourg (Belgique).

## Situation
Le site se trouve au nord du village ardennais de Nadrin entre la rue de la Via romaine, (la rue) La Petite Chavée et le lac de Belle-Meuse à une altitude d'environ 410 mètres.

## Historique des fouilles
Depuis 1975, plusieurs campagnes de fouilles ont été entreprises, suivies de travaux de restauration. Tous les indices découverts in situ permettent de dater la construction de la villa au cours du IIe siècle et son abandon pour cause d'incendie au milieu du IIIe siècle.

## Description du site
La façade de la villa mesure 29,6 m. Elle possède un parement en petits moellons de grès sableux de couleur brun jaune, disposés en réticulé, offrant un décor polychrome et est composée d'une galerie. Les revêtements de sol sont constitués d'une sorte de ciment à fond blanc agrémenté de rouge et de noir. Un hypocauste a été mis à jour. Le site ne fait pas l'objet d'un classement.

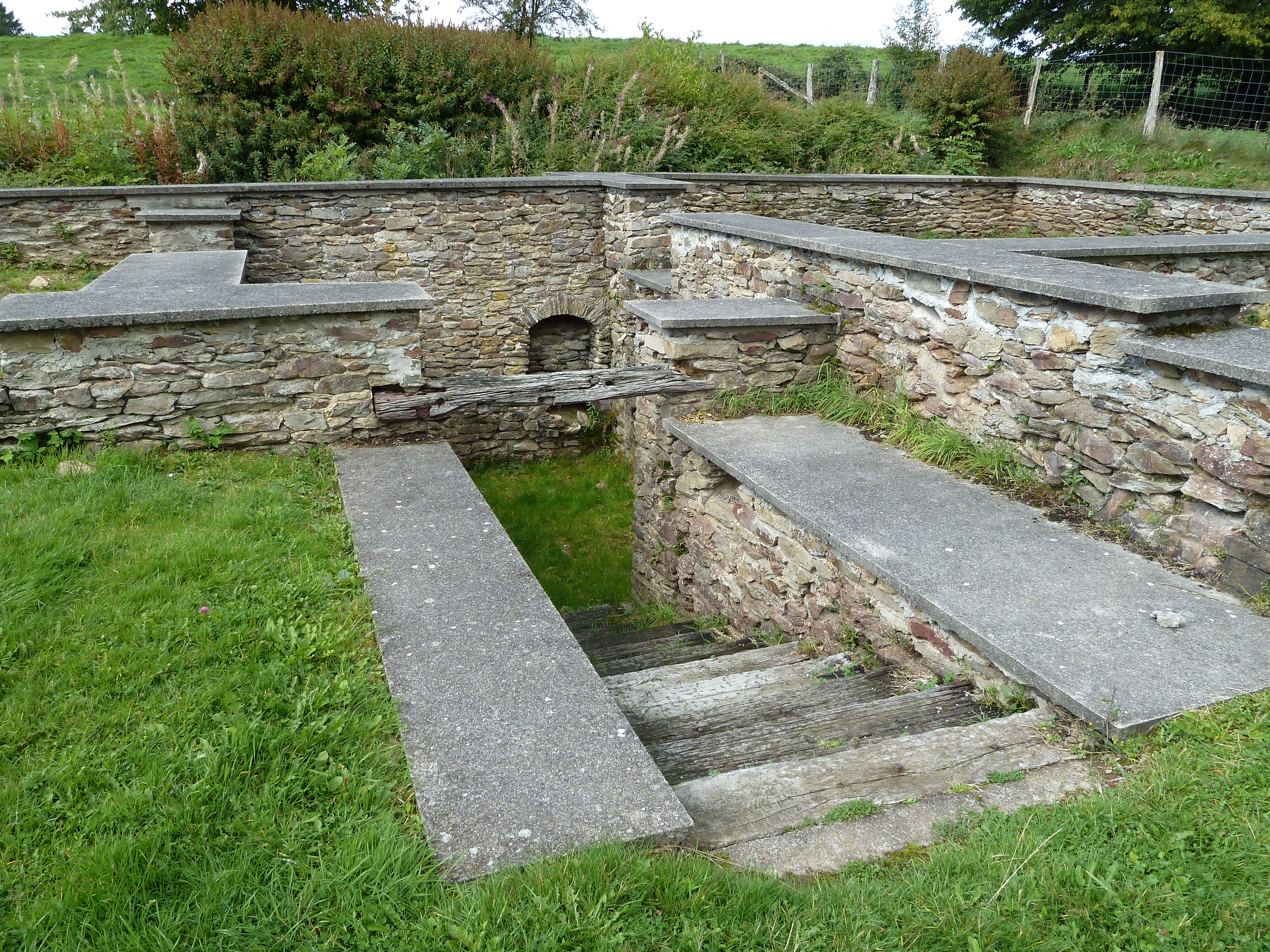

## Découvertes
Trois pièces de monnaie romaine ont été mises à jour sur le site : un as de Nerva de bronze (96-98), un sesterce en bronze représentant Hadrien (117-138) et une pièce représentant Faustine la Jeune, l'épouse de Marc Aurèle (175).